# Уваровский сельский совет (Ленинский район)
Уваровский сельский совет (укр. Уварівська сільська рада, крымскотат. Ali Bay köy şurası) — административно-территориальная единица в составе Ленинского района АР Крым Украины (фактически до 2014 года), на Керченском полуострове, к западу от райцентра. Население по переписи 2001 года — 1055 человек.
К 2014 году состоял из 1 села — Уварово.
Уваровский сельсовет, выделением из Луговского, образован 14 октября 1993 года в составе единственного села. С 21 марта 2014 года — аннексирован Россией. Законом «Об установлении границ муниципальных образований и статусе муниципальных образований в Республике Крым» от 4 июня 2014 года территория административной единицы была объявлена муниципальным образованием со статусом сельского поселения.